# Храм Шри Джаганнатха Пури
Храм Шри Джаганнатха Пури (англ. Shri Jagannath Puri Temple) — индуистский храм в городе Инанда, в провинции Квазулу-Натал, ЮАР. Посвящён популярному индуистскому божеству Джаганнатху. Является архитектурным памятником регионального значения. Этот красиво разукрашенный храм был построен индуистским брахманом Шискишаном Махараджем, который эмигрировал в Южную Африку из Индии в 1895 году. Высота шикхары составляет 23 метра.